# Vicariat apostolique de Quetta
Le vicariat apostolique de Quetta (vicariatus apostolicus quettensis) est un territoire de l'Église catholique au Pakistan immédiatement sujet du Saint-Siège. En 2014, il comptait 31 968 baptisés pour 7 863 000 habitants. Depuis 2021, il est tenu par Mgr Khalid Rehmat.

## Territoire
Son territoire comprend toute la province du Baloutchistan, recouvrant 44 % de la surface du pays. Son siège se trouve à Quetta, à la cathédrale du Saint-Rosaire. Le vicariat regroupe neuf paroisses.

## Histoire
La préfecture apostolique de Quetta est érigée le 9 novembre 2001 par la bulle Spectantibus cunctis de Jean-Paul II, recevant son territoire de l'archidiocèse de Karachi et du diocèse de Hyderabad.
Elle a été élevée au rang de vicariat apostolique le 29 avril 2010 par la bulle Singulari quidem de Benoît XVI.

## Statistiques
En 2014, le vicariat comptait 31 968 baptisés pour 7 863 000 habitants (0,4 %), 9 prêtres, 12 religieux et 19 religieuses dans neuf paroisses.